# Powiat Anhalt-Zerbst
Powiat Anhalt-Zerbst (niem. Landkreis Anhalt-Zerbst) – istniejący do 1 lipca 2007 powiat w niemieckim kraju związkowym Saksonia-Anhalt.
Stolicą powiatu Anhalt-Zerbst był Zerbst/Anhalt.
Obszary znajdujące się w powiecie Anhalt-Zerbst aktualnie przydzielone zostały do:
- Powiatu Jerichower Land (północna część)
- Powiatu Anhalt-Bitterfeld (południowa część)
- Powiatu Wittenberga (południowo-wschodnia część)
- Miasta na prawach powiatu Dessau-Roßlau (miasto Roßlau)

## Miasta i gminy
| Miasta - 1. Roßlau (Elbe) (13.849) - 2. Zerbst/Anhalt (15.537) |

Wspólnoty administracyjne
| * - siedziba | | |
| - 1. Coswig 1. Bräsen (165) 2. Buko (181) 3. Cobbelsdorf (605) 4. Coswig, miasto * (8.459) 5. Düben (271) 6. Griebo (643) 7. Hundeluft (259) 8. Jeber-Bergfrieden (641) 9. Klieken (1.113) 10. Köselitz (195) 11. Möllensdorf (177) 12. Ragösen (212) 13. Senst (239) 14. Serno (443) 15. Stackelitz (203) 16. Thießen (733) 17. Wörpen (271) | - 2. Elbe-Ehle-Nuthe (siedziba: Zerbst) 1. Bornum (546) 2. Buhlendorf (250) 3. Deetz (725) 4. Dobritz (308) 5. Gehrden (216) 6. Gödnitz (242) 7. Grimme (176) 8. Güterglück (735) 9. Hobeck (503) 10. Hohenlepte (243) 11. Jütrichau (512) 12. Leps (316) 13. Lindau, miasto (1.148) 14. Loburg, miasto (2.385) 15. Lübs (404) 16. Moritz (343) 17. Nedlitz (670) 18. Nutha (292) 19. Polenzko (301) 20. Prödel (291) 21. Reuden/Anhalt (312) 22. Rosian (590) 23. Schweinitz (287) 24. Steutz (947) 25. Straguth (269) 26. Walternienburg (561) 27. Zeppernick (710) 28. Zernitz (264) | - 3. Wörlitzer Winkel 1. Brandhorst (102) 2. Gohrau (427) 3. Griesen (364) 4. Horstdorf (633) 5. Kakau (609) 6. Oranienbaum, miasto * (3.439) 7. Rehsen (272) 8. Riesigk (215) 9. Vockerode (1.682) 10. Wörlitz, miasto (1.601) |